# Соріано (департамент)
Соріано (ісп. Soriano) — один із департаментів Уругваю, розташований на південному заході країни. Столиця — Мерседес. Департамент на півночі межує з департаментом Ріо-Неґро, на сході з Флорес, на півдні з Колонією, а на заході з Республікою Аргентиною, кордон з якою проходить уздовж річки Уругвай.

## Історія
Департамент завдячує назвою своєму найстарішому поселенню — Вілья-Соріано, яке розташоване біля місця, де річка Ріо-Негро впадає в Уругвай. Було засноване у 1624 році як редукція францисканців та носило назву Санто-Домінґо-де-Соріано.

## Найголовніші населені пункти
Міста і села з населенням понад 1000 осіб (за даними перепису 2004 року):
| Місто/Село        | Населення    |
| ----------------- | ------------ |
| Кардона           | 4 689        |
| Чакрас-де-Долорес | 2 337 (1996) |
| Долорес           | 15 753       |
| Хосе-Енріке-Родо  | 2 113        |
| Мерседес          | 42 032       |
| Пальмітас         | 1 954        |
| Соріано           | 1 184        |

Інші населені пункти:
- Кастильйо
- Ларес
- Перейра
- Еґанья
- Ріссо
- Ла-Табла
- Пальмар
- Аґрасіада
- Каньяда Ньєто
- Джексон
- Пало-Соло
- Санта-Каталіна
- Дарвін
- Кучілья-дель-Пердито
- Сан-Мартін